# Fred Fox
Fred Fox (født, 22. januar 1884, død 1. december 1949) var en engelsk filmskuespiller og assisterende filminstruktør. Han vandt en Oscar for bedste assisterende instruktør i 1934.
Han spillede med i 16 film mellem 1943 og 1949. Han var assisterende instruktør på 23 filmproduktioner. Han blev født i Highworth, Swindon, Wiltshire i England og døde i 1949 i Los Angeles i Californien af et hjerteanfald.

## Udvalgte film

### Skuespiller
- Government Girl (1943) - Senator
- Mrs. Parkington (1944) - Musiker
- En sømand går i land (1945) - Mand i bibliotek
- Buffalo Bill og de lovløse (1947) - J. B. Jordan
- Sydhavs-kaptajnen (1948) - skibets kirurg

### Assisterende instruktør
- Smuglerkaravanen (1928)
- Død eller Levende (1930)
- Øksemanden (1932)
- Broadway - gennem nøglehullet! (1933)
- Huset Rothschild (1934)
- Den uægte ægtemand (1935)
- Bringing Up Father (1946)